# Rákócziové

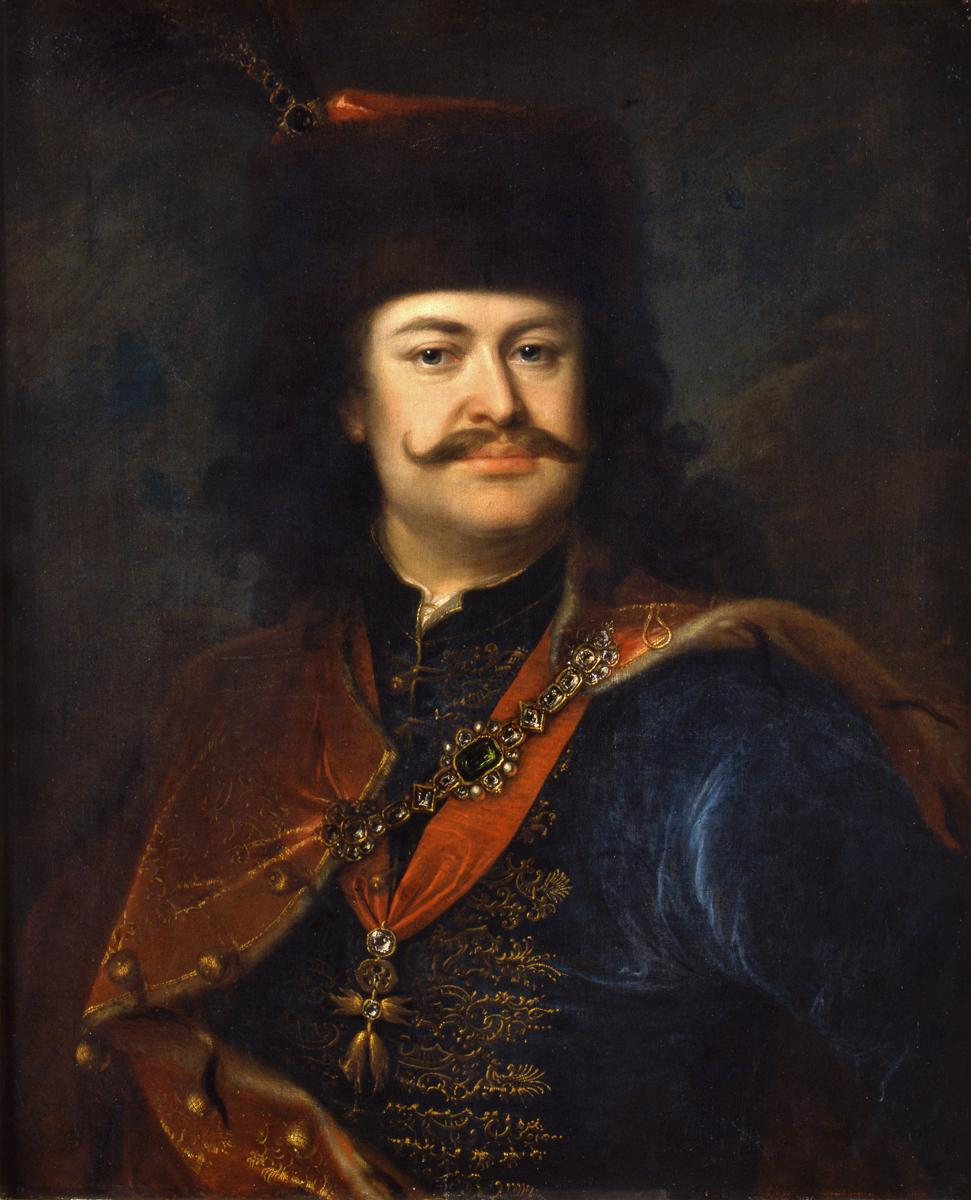
František II. Rákoczi

Rákócziové či též Rákóczyové, Rákociové apod. (maďarsky Rákóczi-család) je jméno jednoho z nejvýznamnějších šlechtických rodů v Uherském království. Původ rodu sahá do 14. století do oblasti dnešní slovenské obce Rakovce nad Ondavou (maďarsky Rákóc) u Michalovců, od níž je odvozeno jméno rodu.

Erb sedmihradského knížete Františka II. Rákocziho

V průběhu staletí z tohoto rodu vzešlo mnoho významných politiků a vojenských osobností v Uhersku a Sedmihradském knížectví.

## Historie rodu
Rod má kořeny v rodu Bogát-Radvány (13. století) s počátky v 11.–12. století v Malokykulské župě v Sedmihradsku (Kökényes-Radnót). Žádný jiný šlechtický rod nezasáhl do dějin Uherska tak trvale jako kalvínský rod Rákócziů. Pocházejí z rodu Bogát-Radvány, ze kterého vzešli v polovině 13. století společně s rody Cselejů, Monokyů a Isépyů.
Prvním známým představitelem rodu Rákócziů byl Michal z Rakovce (Mihály de Rakolch), zmiňovaný v roce 1328 ve stejnojmenném městečku Rakovec/Rakóc v Zemplínské župě, v roce kdy se narodil jeho syn Blažej z Rakovce (Balázs de Rákócz, 1328-1361). V té době Rákócziové patřili k nižší šlechtě.
Dalším potomkem tohoto rodu byl Jan Rákóczi (~1381; maďarsky Rákóczi János), který byl županem (alispán) Zemplínské župy a také velmi úspěšný v oboru vinohradnictví a obchodě s vínem.

### Sedmihradsko
Rákócziové patří k těm rodinám, jejíž členové v průběhu staletí v Uhrách a Sedmihradsku nabývali na významu a zastávali významné pozice. Na počátku 17. století patřili k nejvýznamnějším a nejbohatším uherským rodům. V období mezi lety 1607 a 1711 z tohoto rodu pocházelo pět sedmihradských knížat:
- Zikmund I.
- Jiří I.
- Jiří II.
- František I.
- Františka II.

Jako knížata Sedmihradska měli členové rodu sehrát významnou roli při organizování protihabsburských povstání. Po potlačení posledního povstání organizovaného Františkem II. začala hvězda rodu upadat. Dne 3. srpna 1708 utrpěla vojska Františka II. rozhodující porážku v bitvě u Trenčína, po níž následoval Szatmárský mír. František II. byl nucen opustit Uhry a svůj život ukončil v osmanském exilu. Rákócziové se tak postupně vytratili z hlavního proudu maďarských dějin.

## Odkaz
Jméno Rákóczi je v Maďarsku dodnes živé. František II. z Rákóczi je uctíván jako maďarský národní hrdina a po celé zemi stojí mnoho jeho pomníků a soch. V každém větším městě najdeme „Rákócziho náměstí“ nebo „Rákócziho ulici“.
Na jeho počest v hudbě vznikl Rákócziho pochod od významných skladatelů jako Ferenc Liszt (v Uherské rapsodii č. 15) nebo Hector Berlioz (v „La damnation de Faust“). Melodie je prý založena na signálech trubek kuruckého vojska.
Na počátku 18. století se František II. Rákóczi stal známou osobností po celé Evropě. Slavný barokní architekt Johann Balthasar Neumann (1687–1753) navrhl po slavném maďarském bojovníkovi za svobodu pojmenovat pramen v Bad Kissingenu, který objevil v roce 1737 při překladu francké řeky Sály. A tak tento pramen dostal název „Rákócziho pramen“, přestože Rákóczi v lázeňském městě nikdy nepobýval a od roku 1950 se v Bad Kissingenu dokonce koná Rákócziho festival.
Se jménem Rákócziů je úzce spjato také slavné tokajské víno. V průběhu 18. století se stalo preferovaným vínem královských a knížecích dvorů Evropy. Tokajské vinice patřily k nejcennějším statkům Uherska v majetku sedmihradských knížat. Rákócziové proslavili vína chytrým marketingem. Tokajskému se říkalo „král vín a víno králů“ (maďarsky „Borok királya, királyok bora“). Lahve jsou dodnes označeny tímto nápisem: „Vinum regnum – Rex vinorum “.

## Osobnosti rodu
Jméno Rákóczi označuje více významných osobností:
- Balázs Rákoczi (cca 1328–1361) – první známý člen rodu, syn Michala Rákócziho (Mihály de Rakolch)
- Jan Zikmund I. Rákóczi (cca 1517–1561) – místodržící Zemplínské župy
- Zikmund I. Rákóczi (1544–1608) – syn Jana Zikmunda, správce tokajských vinohradů (1580), sedmihradský kníže v letech 1607–1608
- Jiří I. Rákóczi (1593–1648) – sedmihradský kníže v letech 1630–1648, syn Zikmunda I. Rákócziho, vůdce povstání Jiřího I. Rákócziho
- Zikmund Rákóczi (1595–1620) –  syn Zikmunda I. Rákócziho, mladší bratr Jiřího I. Rákócziho
- Jiří II. Rákóczi (1621–1660) – sedmihradský kníže v letech 1648–1660, syn Jiřího I. Rákócziho, vnuk Zikmunda I. Rákócziho
- Zikmund II. Rákóczi (1622–1652) – sedmihradský kníže, syn Jiřího I. Rákócziho
- Helena Zrínská (1643–1703) – manželka Františka I. a matka Františka II. Rákócziho
- František I. Rákóczi (1645–1676) – sedmihradský kníže, syn Jiřího II. Rákócziho
- Alžběta Rákócziová (1655–1707) – maďarská básnířka
- František II. Rákóczi (1676–1735) – maďarský národní hrdina, vůdce národního povstání proti Habsburkům, poslední sedmihradský kníže v letech 1704–1711, syn Františka I. Rákócziho